# Ralph Walter Graystone Wyckoff
Ralph Walter Graystone Wyckoff, Sr. (n. 9 august 1897, Geneva⁠(d), New York, SUA – d. 3 noiembrie 1994, Tucson, Arizona, SUA) a fost un om de știință american și un pionier al cristalografiei cu raze X. El a fost ales ca Membru Străin al Royal Society pe data de 19 aprilie 1951.

## Publicații
- The Analytical Expression of the Results of the Theory of Space Groups, 1922
- The Structure of Crystals, 1924